# Мёртвая точка
Мёртвая то́чка — одно из крайних положений поршня в цилиндре паровой машины или двигателя внутреннего сгорания в момент его возвратно-поступательного движения. При остановке поршня в мёртвой точке для начала движения требуется внешнее воздействие. Для предотвращения заклинивания двигателя в мёртвой точке применяются различные методы: применение нескольких цилиндров, мёртвые точки которых разведены на различные положения выходного вала; в паровозах с компаунд-машиной — специальные схемы парораспределения. Для сглаживания моментов прохождения мёртвых точек при работе двигателя применяются маховики.
Существуют две мёртвые точки:
- Ве́рхняя мёртвая то́чка — положение поршня в цилиндре, соответствующее максимальному расстоянию между любой точкой поршня и осью вращения коленчатого вала (обычно верхнее положение поршня связанного в вертикальном кривошипно-ползунковым механизмом (КПМ)). В этом положении при условии, что клапанный механизм системы газораспределения находится в стадии сжатия, создается максимальное сжатие газов в камере сгорания.
- Ни́жняя мёртвая то́чка — положение поршня в цилиндре, соответствующее минимальному расстоянию между любой точкой поршня и осью вращения коленчатого вала (обычно нижнее положение поршня связанного в вертикальном кривошипно-ползунковым механизмом. Движения поршня ниже невозможно в связи с кинематикой КПМ.

Мёртвая то́чка — (биомед.) состояние организма при интенсивном выполнении физической нагрузки. Оно возникает через несколько минут после начала напряженной мышечной работы. Появляется неприятное ощущение, сопровождающееся одышкой, чувством стеснения в груди, головокружением, ощущением пульсации сосудов в голове, желанием прекратить работу.
Причина наступления «мёртвой точки» состоит в том, что в начале тренировочного занятия необходимо некоторое время, чтобы сердечно-сосудистая система вышла на определённый уровень своего функционирования и смогла адекватно снабжать работающие мышцы кислородом. А при чрезмерной интенсивности начала тренировки возникает несоответствие между потребностями мышц в кислороде и возможностью сердечно-сосудистой системы адекватно обеспечивать организм кислородом. В результате с самого начала в мышцах накапливаются продукты распада и прежде всего молочная кислота. Соответственно, чтобы избежать состояния «мёртвой точки» необходимо постепенно увеличивать интенсивность тренировочного занятия.
Если состояние «мёртвой точки» всё же наступило, то его можно преодолеть путём больших волевых усилий. Если физическая работа будет продолжаться, то это состояние сменится чувством внезапного облегчения, которое чаще всего проявляется в появлении нормального (комфортного) дыхания. Поэтому состояние, сменяющее «мёртвую точку», называют «вторым дыханием». Появление «второго дыхания» означает, что организм адаптировался для выполнения физической нагрузки и способен удовлетворять работающие мышцы в их энергетических запросах.